# Јошинори Тагучи
Јошинори Тагучи (јап. 田口 禎則; 14. септембар 1965) јапански је фудбалер.

## Каријера
Током каријере играо је за Јокохама Флугелси, Санфрече Хирошима и Урава Ред Дајмондс.

## Репрезентација
Са репрезентацијом Јапана наступао је на АФК азијском купу 1988. године.